# Kirkia
Kirkia Oliv., 1868 è un genere di piante angiosperme dell'ordine Sapindales, unico genere della famiglia Kirkiaceae Takht., 1967.

## Tassonomia
Il genere comprende le seguenti specie:
- Kirkia acuminata Oliv.
- Kirkia burgeri Stannard
- Kirkia dewinteri Merxm. & Heine
- Kirkia leandrii (Capuron) Stannard
- Kirkia tenuifolia Engl.
- Kirkia wilmsii Engl.